# Kosmatka olbrzymia
Kosmatka olbrzymia (Luzula sylvatica) – gatunek rośliny należący do rodziny sitowatych (Juncaceae). W stanie naturalnym występuje w górach Europy oraz na Kaukazie. W Polsce występuje głównie w Sudetach i w Karpatach, gdzie jest rośliną dość rozpowszechnioną. Poza górami podawana była z rozproszonych, pojedynczych stanowisk na Pobrzeżu Południowobałtyckim i z Pojezierzu Kaszubskim.

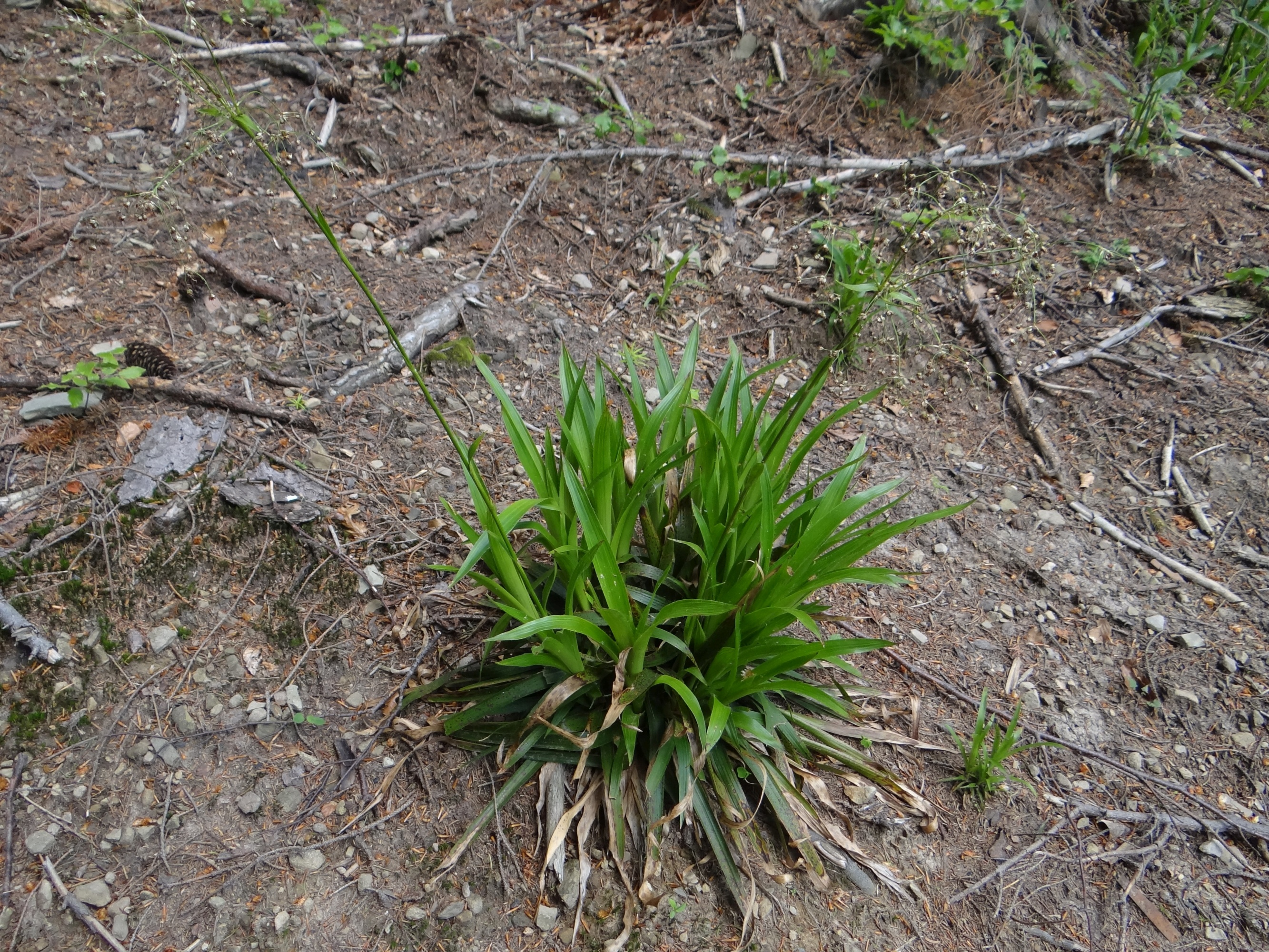
Pokrój

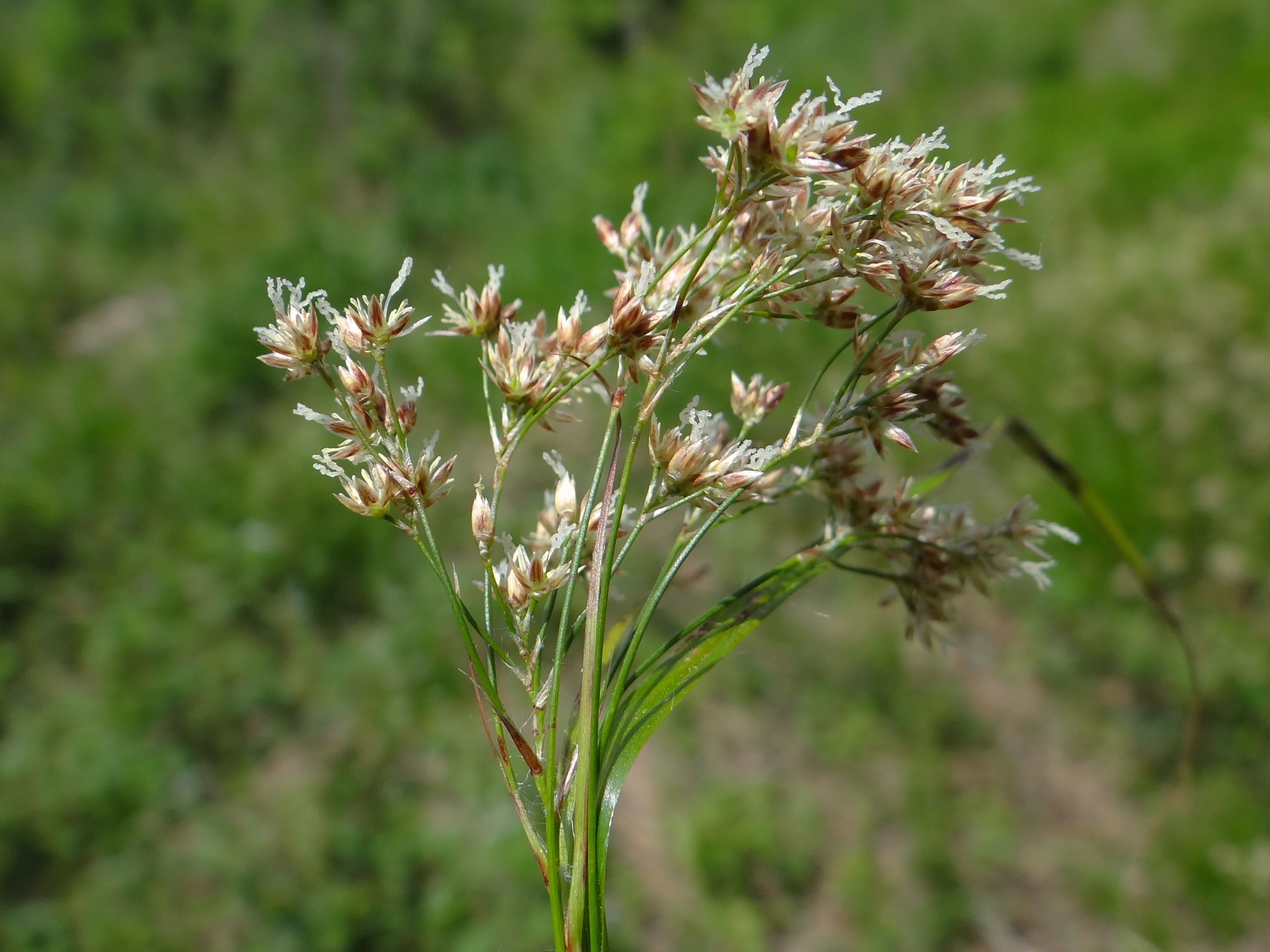
Kwiatostan

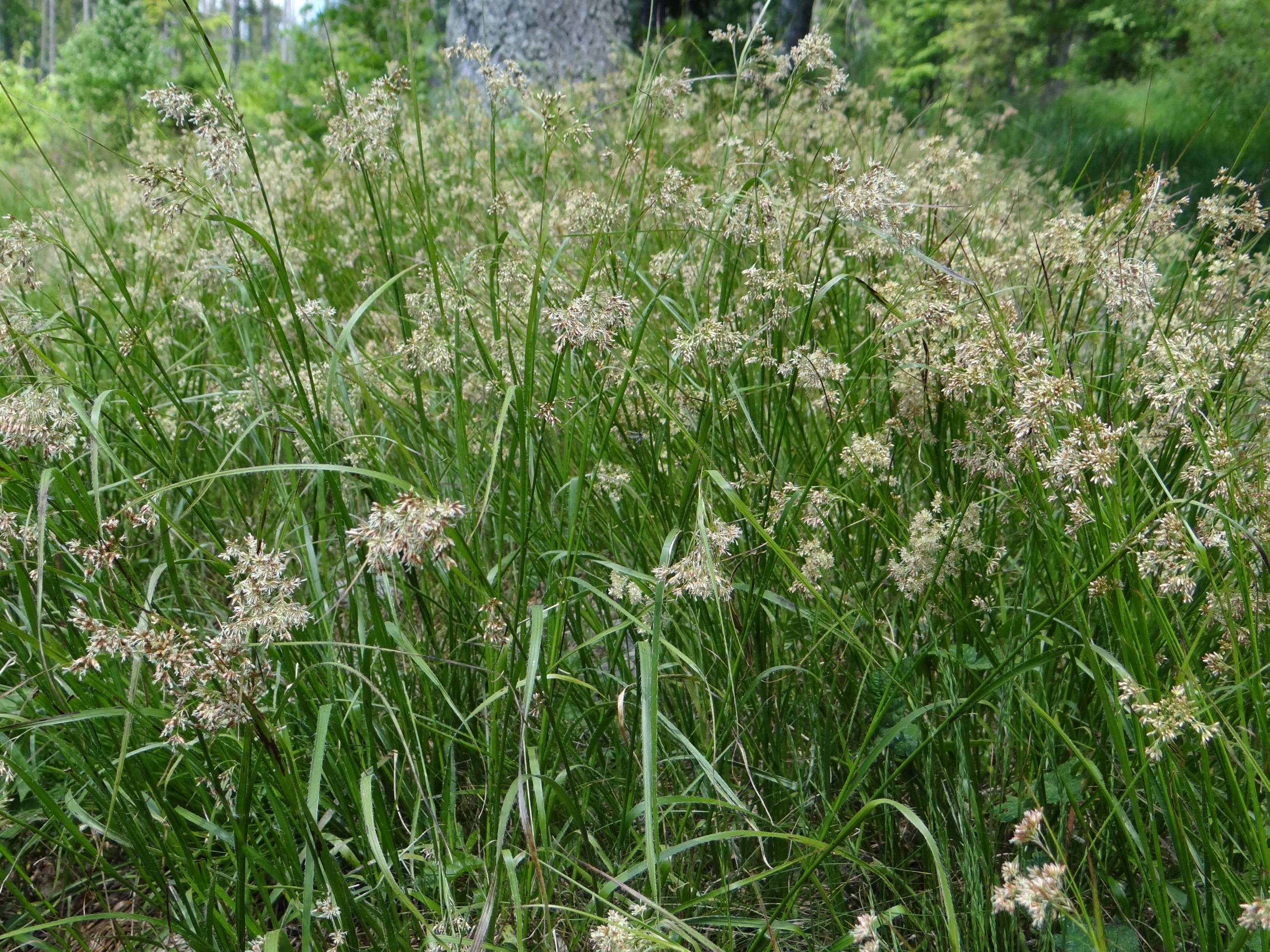
Łan kosmatki olbrzymiej

## Morfologia
PokrójBylina luźnokępkowa osiągająca wysokość do 1 m. Posiada krótkie i grube kłącze wytwarzające rozłogi.
LiścieO długości do 80 cm, odstające, lśniące, bardzo szerokie w porównaniu z innymi gatunkami krajowych kosmatek (1 cm i więcej). Dolne liście zimozielone i słabo orzęsione.
KwiatyZebrane na szczycie łodygi w dużą i rozpierzchłą rozrzutkę z podsadkami krótszymi od kwiatostanu. Rozrzutka wielokrotnie rozgałęzia się, na najmniejszych jej gałązkach znajduje się po 2-5 kwiatów. Pojedyncze niepozorne kwiaty mają długość 3-4 mm. Okwiat tworzą 2 rzędy działek, zewnętrzne mają kształt sztyletu i są wyraźnie krótsze od wewnętrznych.
OwocOstro zakończona torebka o długości 3-4 mm. Zawiera nasiona o długości ok. 1,5 mm, mające brunatny kolor i zieloną pręgę na grzbiecie. Posiadają słabo widoczny elajosom.

## Biologia i ekologia
- Bylina. Kwitnie od kwietnia do czerwca. Nasiona rozsiewane są przez mrówki.
- Siedlisko: Hale górskie i kosodrzewina. Roślina górska, główny obszar jej występowania to piętro kosówki i piętro hal. Hemikryptofit.
- W klasyfikacji zbiorowisk roślinnych gatunek wyróżniający dla związku (All.) Vaccinio-Piceion[5]
- Liczba chromosomów 2n= 12.

ZmiennośćTworzy mieszańce z k. gajową, k. owłosioną i k. polną

## Zastosowanie
Bywa uprawiana jako roślina ozdobna. Można ją sadzić w ogrodach skalnych, szczególnie dobrze jej żywa zieleń prezentuje się nad oczkami wodnymi. Kwiatostany wykorzystywane są do suchych bukietów. Jest łatwa w uprawie i nie ma specjalnych wymagań, jednak lepiej wygląda gdy rośnie w półcieniu, na żyznej i wilgotnej glebie.